# 문용주
문용주(文龍珠, 1933년 2월 8일~)는 대한민국의 정치인이다. 제11대 국회의원을 지냈다.

## 학력
- 중앙대학교 법정대학 법학과 학사
- 중앙대학교 대학원 민법학 전공 법학 석사

## 경력
- 민주공화당 서울 기획실 부녀부장
- 민주정의당 여성국장
- 민주정의당 중앙위 여성분과위원장
- 범태평양 동남아 여성협회 한국회장 및 국제부회장
- 민주평통 자문회의 상임위원
- 상도감리교회 장로
- 대한민국헌정회 이사
- 한국여성정치연맹 부총재
- 탈북난민보호운동본부 여성위원장
- 한나라당 국책자문위원(사회분과)

## 역대 선거 결과
| 실시년도 | 선거  | 대수 | 직책     | 선거구 | 정당       | 득표수      | 득표율         | 순위        | 당락 | 비고       |
| -------- | ----- | ---- | -------- | ------ | ---------- | ----------- | -------------- | ----------- | ---- | ---------- |
| 1981년   | 총선  | 11대 | 국회의원 | 전국구 | 민주정의당 | 5,776,624표 | \| \| 35.6% \| | 전국구 63번 |      | 초선, 승계 |
|          | 35.6% |      |          |        |            |             |                |             |      |            |